# Herrberga kyrka
Herrberga kyrka är en kyrkobyggnad i Herrberga socken, Mjölby kommun. Den är församlingskyrka i Vifolka församling, Linköpings stift.

## Kyrkobyggnaden
Före 1797 fanns en liten kyrka uppförd på medeltiden, man tror att den fanns bredvid den nuvarande kyrkan på södra sidan. Den var 27x10 alnar i mått. Klockorna hängde i en stapel eftersom kyrkan saknade torn.
Inventarier från denna kyrkan i den nuvarande är: järnbeslagen dörr, altarskåpet, mässhaksbroderi från 1600-talets början, primklocka och nattvardskalk.
1742 gjorde man en större reparation på kyrkan. 1754 vitkalkades kyrkan såsom biskop A. Rhyzelius vid visitationen hade anvisat. 1776 beslöt man att en tillbyggnad snart skulle verkställas. Det tog tio år innan stenleveransen bestämdes och då gällde det en ny kyrkobyggnad. Grunden till den nya kyrkan lades 1791.

### Den nuvarande kyrkan
Nuvarande stenkyrka uppfördes åren 1795-1797 av Casper Seurling i Linköping som till hjälp hade byggmästarna Lars Lindqvist i Ulfåsa och Petter Lindstrand i Västerlösa. Lindstrand levererade takspån och täckte tak och torn, och Lindqvist arbetade med inredningen. Kostnaden för kyrkan blev 16.000 daler. Kyrkan består av ett rektangulärt långhus med tresidigt kor i öster. Vid västra kortsidan finns ett kyrktorn med huvudingång. Ännu en ingång finns vid södra långsidan. Norr om koret finns en vidbyggd sakristia. Möjligen ingår delar av gamla kyrkan i nuvarande kyrkobyggnad. En stor renovering genomfördes år 1900 då kyrkorummets slutna bänkinredning byttes ut mot en öppen bänkinredning. Predikstolen fick då sin nuvarande plats. Åren 1950 - 1951 genomfördes en stor renovering efter program av arkitekt Johannes Dahl från Tranås. Kyrkorummet fick då sin nuvarande slutna bänkinredning. Innertaket fick värmeisolering och en ny dörr sattes in mellan vapenhuset och kyrkorummet. Renoveringsarbeten genomfördes 1975 - 1977 under ledning av byggnadsingenjör Ture Jangvik. Kyrktakets spåntäckning byttes ut mot kopparplåt. Ytterväggarnas puts lagades och målades om.

## Inventarier
- I korets södra sida hänger ett altarskåp med två dörrar, vilket är ett nordtyskt (lybeckskt) arbete från mitten av 1400-talet. i Mitten hänger Jesus på korset och på sidorna av honom står Maria och Johannes. På vänstra dörren står ett kvinnligt helgon, troligtvis Heliga Birgitta. På högra dörren står en biskop, troligtvis Sankt Nikolaus. Om dörrarna är stängda ser man figurmålningar. På höger sida Kristi gisslande och korsbärande. Till vänster ser man en scen ur Kristi lidande och törnekröningen.
- Altaruppsatsen har delvis förgyllda pilastrar och en altartavla med motivet "Kristi korsfästelse" som är målad 1797 av Pehr Hörberg. Den skänktes av rusthållaren Eric Månsson. Konstnären Hörberg har själv beskrivit den med orden: dess sidas uppstigande och Röfwarnes bens krossning.
- Nuvarande predikstol i nyantik stil är enligt något osäkra uppgifter tillverkad 1844. Den har följande symboler på sig: ett brinnande hjärta med ett ankare, Jahve-tecken, en uppslagen bok med texten: "Genom Jesum wardes Eder förkunnande syndernas förlåtelse. Apg. 13:13." och Moses stentavlor. Tidigare predikstol, tillverkad på 1600-talet av Henrik Werner, hänger utvikt på kyrkorummets norra vägg. Den föreställer Kristus och de fyra apostlarna. Den har inskriften: "Salige äro dhe som höra gúdz Ordh och giörna deth".
- Nuvarande dopfunt i finhuggen granit tillkom vid en renovering 1950-1951 och skänktes av församlingsbor. Funten tillverkades efter ritningar av Arre Essén. Dopskålen är tillverkad i mässing och är skänkt av kyrkoherde och fru G. Frankmar.
- Kalk i silver från 1400-talet. Foten är nygjord 1741.
- Oblatask tillverkad av guldsmeden Johan Valentinsson Wefwer (1672-1705) i Linköping.
- Brudkrona från 1700-talet.
- Vinkanna från 1800 av F. Holm i Vadstena.
- Vinkanna i tenn med inskrift på locket GOS JED 1675.
- Oblatask av Nils Nilsson Behm i Linköping.
- Ljusstaket med tre armar från Norrköping.
- Den stora klockan guten 1744 i Norrköping.
- Primklocka från 1200-talet.
- En statyett hänger på norra vägen föreställande Ansgar, tillverkad av Carin Nilson.
- Två stycken psalmtavlor. Båda är skänkt 1799 av rusthållaren Per Jönsson.
- En medeltida dörr sitter nu på ingången till sakristian. Dörren hörde till föregående kyrka och är tillverkad ca 1100-talets slut eller 1200-talets början i Östergötland.

Två tavlor målade 1795 av konstnären J. Fr. Pettersson. Den ena föreställer kyrkoherde Andreas Fogelstrand (1746-1805) och den andra komminister Lars Petter Göthe (1756-1825.

### Ljusredskap
- Två malmkronor hänger i koret. Den ena är uppsatt 1977.
- Två malmkronor häger i mittgången.
- Två malmkronor hänger på läktaren.
- Två par ljusstakar som står på altaret i 1600-tals form.
- Två lampetter på sydväggen.
- Två ljusarmar.
- Ljuskrona av glas från 1700-talets slut hänger i sakristian.

### Textilier
- På altaret är det fäst en broderad duk av Agda Österberg 1951. På den finns symboler av ett kors med en krona, en kalk med en oblat och ett hjärta med ett ankare. Runtomkring duken finns broderade ädelsten i rött och grönt.
- Kormattan är tillverkad i Agda Österbergs ateljé i Varnhem.
- Broderat kors från 1400-talets slut, föreställande Kristus på korset, hänger nu under läktaren. Den tillhörde tidigare en mässhake.
- Mässhake från 1400-talet.
- Två svarta mässhakar från 1800-talet
- En mässhake av vitt linne med broderat kors av Agda Österberg 1949.
- En mässhake av grönt siden med kors i guldbroderi från Libraria 1974.
- En mässhake broderad från 1600-talets början. Ett motiv av Kristus på korset sydd i reliefsöm.

### Orgel
- En orgel byggdes 1799 av Pehr Schiörlin, Linköping med 9 stämmor och en manual. Orgeln skänktes av rusthållaren Eric Månsson i Forssa. Fasaden är tillverkad av Anders Malmström från Nubbekullen i Västra Ny.
- 1935/1936 byggde A Mårtenssons orgelfabrik, Lund, en ny orgel med 11 stämmor på två manualer och pedal. Restaurerades gjordes orgeln 1970 eller 1972.
- Den nuvarande orgel byggdes 1990 av Matts Arvidsson, Stallarholmen, och är en mekanisk orgel med ett tonomfång på 54/24. Fasaden och många av orgelpiporna är från 1799 års orgel. Dispositionen är från 1850-talet av Sven Nordström med några kompletteringar.

| Manual C-f3       | Pedal C-b  | Koppel     |
| Principal 8’ D    | Subbas 16’ | Man/Ped    |
| Gedackt 8’        |            | Sperventil |
| Principal 4’ B/D  |            |            |
| Spitsfleut 4’ B/D |            |            |
| Qvinta 3'         |            |            |
| Octava 2’         |            |            |
| Nachthorn 2'      |            |            |
| Mixtur 3 ch       |            |            |
| Trumpet 8' B/D    |            |            |
| Wox humana 8' D   |            |            |
| Tremulant         |            |            |